# Airth Old Parish Church

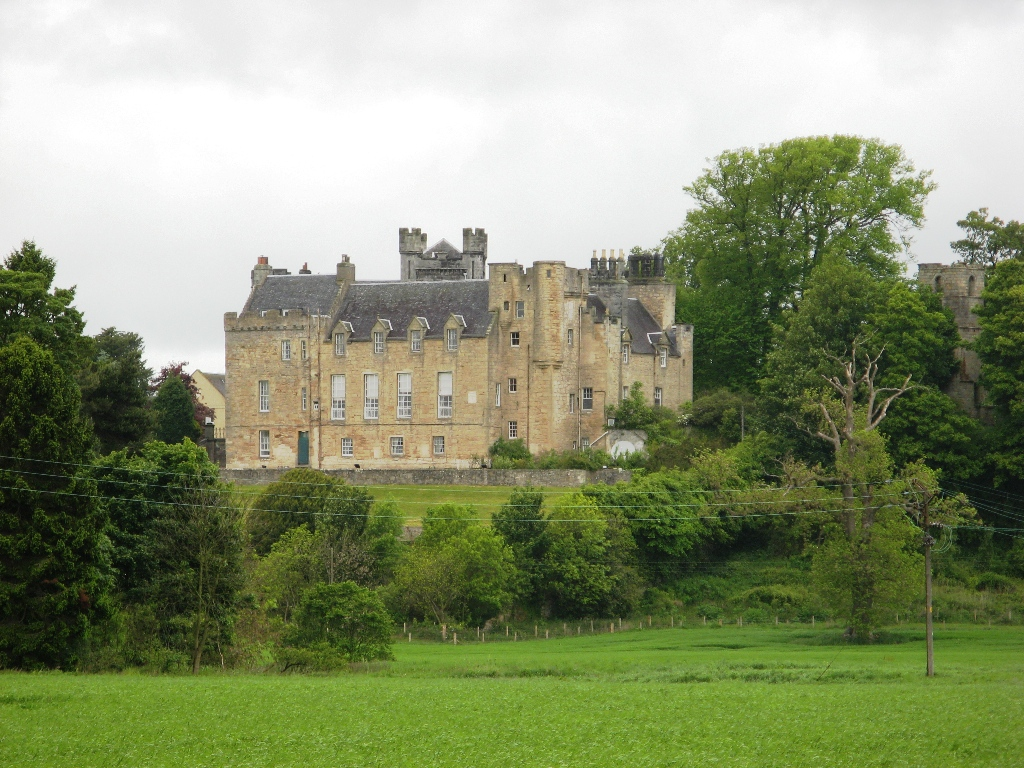
Airth Castle; Teile des Glockenturms der Airth Old Church sind rechts im Bild zu sehen

Die Airth Old Parish Church ist eine Kirchenruine nahe der schottischen Stadt Airth in der Council Area Falkirk. 1972 wurde das Bauwerk in die schottischen Denkmallisten in der höchsten Kategorie A aufgenommen. Diese Einstufung wurde 2016 zurückgenommen. Seit 1962 ist die Ruine jedoch als Scheduled Monument geschützt.

## Beschreibung
Die ehemalige Kirche liegt südlich von Airth direkt östlich des Schlosses Airth Castle. Spätestens seit dem Jahre 1128 bestand eine Kirche an diesem Ort, welche König David I. dem Kloster Holyrood zuordnete. Das Kernstück des heutigen Gebäudes stammt jedoch aus dem späten 12. Jahrhundert und bildet dessen Westteil. Es handelte sich um ein schlichtes längliches Gebäude, das höchstens bis zu dem später errichteten Turm reichte. In den folgenden Jahrhunderten wurden verschiedene Gebäudeteile hinzugefügt. Hierzu zählen der Airth Aisle im 15. Jahrhundert, der Elphinstone Aisle im Jahre 1593 und der Bruce Aisle im Jahre 1614.
Mitte des 17. Jahrhunderts wurde das Kirchengebäude aufbauend auf der vorhandenen Struktur signifikant überarbeitet. Insbesondere im Osten wurde das Bauwerk erweitert. Auch der Glockenturm stammt aus dieser Bauphase. Die Kirche wurde bis zum Jahre 1820 genutzt, als sie durch die North Church ersetzt und aufgegeben wurde.